# 7806 Umasslowell
7806 Umasslowell este un asteroid din centura principală, descoperit pe 26 octombrie 1971, de Luboš Kohoutek.